# Teatro María Guerrero
El Teatro María Guerrero (denominado antiguamente Teatro de la Princesa) es un teatro público situado en Madrid. Pertenece al Ministerio de Cultura de España, y dentro de ese al Instituto Nacional de las Artes Escénicas y de la Música (INAEM). Junto con el teatro Valle-Inclán, es sede del Centro Dramático Nacional (CDN), denominación del teatro nacional de España.

## Historia

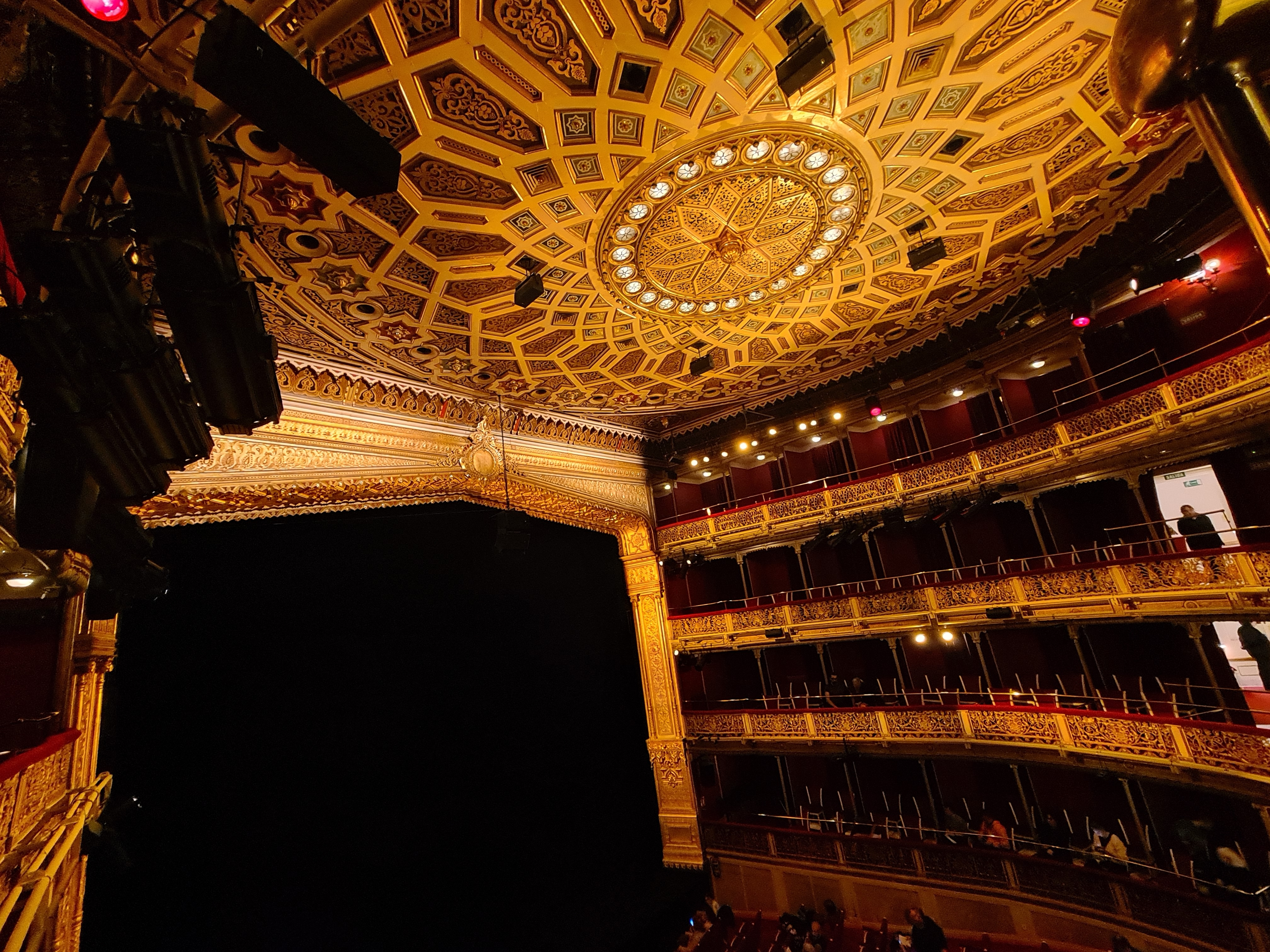
Interior del teatro

Impulsado por el marqués de Monasterio, Alfonso Osorio de Moscoso (1857-1901), que ordenó la construcción del edificio, fue inaugurado el 15 de octubre de 1885 con el nombre de Teatro de la Princesa. Se representó la comedia Muérete y verás, de Bretón de los Herreros, y el sainete El corral de comedias, de Tomás Luceño, contando el estreno con la presencia de la reina María Cristina y de la destronada Isabel II. El objetivo del marqués era crear un local selecto, en el que no había localidades baratas, lo que excluía a la parte del público más alborotador. Pero la muerte del rey Alfonso XII a las pocas semanas trae el luto a la corte y dificultades económicas al teatro.
Desde finales del siglo XIX sobre el escenario comenzó a prodigarse la figura de la actriz María Guerrero, que por aquel entonces contaba con una licencia de explotación del Teatro Español, propiedad del Ayuntamiento de Madrid. Sus compromisos artísticos en Latinoamérica dificultaban sus obligaciones con las autoridades municipales hasta el extremo que su marido, Fernando Díaz de Mendoza, decidió adquirir el Teatro de la Princesa el 20 de marzo de 1908, convirtiéndolo en el centro de actuaciones de la actriz. En esa época se estrenaron en el local obras de Jacinto Benavente, Valle-Inclán, Pedro Muñoz Seca, los hermanos Álvarez Quintero o Benito Pérez Galdós.
Al haberse embarcado el matrimonio en la construcción del teatro Cervantes de Buenos Aires, su economía se vio gravemente mermada y debieron trasladar su residencia en Madrid a los pisos altos del edificio, al que añadieron una quinta planta, donde permanecerían hasta el fallecimiento de la actriz.
Tras la muerte de María Guerrero en enero de 1928 el Teatro fue adquirido por el Estado español, que lo utilizó como Conservatorio de Música y Declamación. En 1931 pasó a llamarse Teatro María Guerrero. En 1933 el Gobierno de la II República ofreció a Cipriano Rivas Cherif la concesión gratuita del teatro para que lo utilizase como sede de su Teatro Escuela de Arte. Sus espectáculos se programaron desde el 15 de enero de 1934, con la representación de La leyenda de Don Juan, hasta marzo de 1935, en que se iniciaron obras de remodelación del teatro.

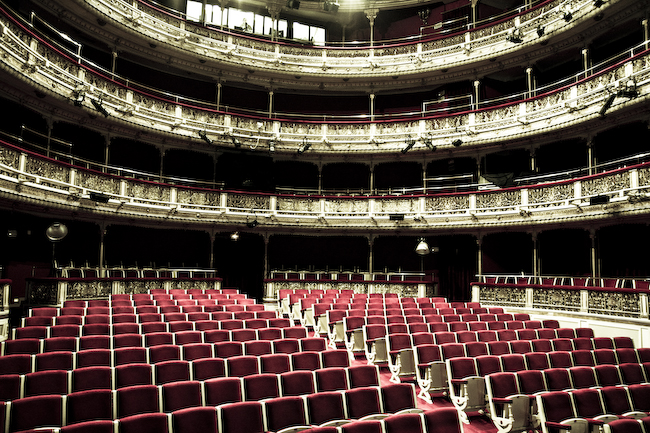
Sala del teatro María Guerrero

El inicio de la Guerra Civil provocó el cierre del local hasta el 27 de abril de 1940, en que reabrió sus puertas como Teatro Nacional, bajo dependencia primero del Ministerio de Educación Nacional y desde 1951 del Ministerio de Información y Turismo. Fue dirigido sucesivamente por Luis Escobar (con Huberto Pérez de la Ossa como Subdirector) (1940-1952), Claudio de la Torre (1952-1960) y José Luis Alonso (1960-1975).
Desde 1978 es la sede del Centro Dramático Nacional, que fue dirigido en su primera etapa por el director teatral, dramaturgo y actor Adolfo Marsillach. El 1 de marzo de 1996 fue declarado Bien de Interés Cultural.
Entre el verano 2000 y junio de 2003 se realizaron importantes obras de renovación de la estructura del edificio, dañada por una plaga de termitas, de renovación de la maquinaria escénica y del patio de butacas, y de recuperación de elementos arquitectónicos que las anteriores remodelaciones habían hecho desaparecer. Aprovechando las obras, la antigua y popular cafetería situada en el sótano fue transformada en un segundo espacio, la Sala de la Princesa, nombrada así en recuerdo del primer nombre del teatro. Con una capacidad de 80 espectadores, sirve para representar espectáculos de pequeño formato.

## Directores del Teatro María Guerrero como sede delCDN(desde 1978)
- 1978-1979: Adolfo Marsillach
- 1979-1981: el triunvirato formado por Nuria Espert, José Luis Gómez y Ramón Tamayo
- 1981-1983: José Luis Alonso
- 1983-1989: Lluís Pasqual
- 1989-1994: José Carlos Plaza
- 1994: Amaya de Miguel
- 1994-1996: Isabel Navarro
- 1996-2004: Juan Carlos Pérez de la Fuente
- 2004-2011: Gerardo Vera
- 2012-2019 : Ernesto Caballero
- 2020- : Alfredo Sanzol

## Algunos estrenos de clásicos españoles delsigloXX
Véase: Anexo:Obras representadas en el Teatro María Guerrero
- Alfonso Paso
  - Una bomba llamada Abelardo (1953)
  - Los pobrecitos (1957)
  - La boda de la chica (1960)
- Alfonso Sastre
  - Escuadra hacia la muerte (1953)
  - El cuervo (1957)
  - Los últimos días de Emmanuel Kant (1990)
- Hermanos Álvarez Quintero
  - La calumniada (1919)
- Ana Diosdado
  - Los comuneros (1974)
- Antonio Buero Vallejo
  - En la ardiente oscuridad (1950)
  - Irene o el tesoro (1954)
  - Hoy es fiesta (1956)
- Antonio Gala
  - Los verdes campos del Edén (1963)
  - El sol en el hormiguero (1966)
- Antonio y Manuel Machado
  - Desdichas de la fortuna o Julianillo Valcárcel (1926)
- Benito Pérez Galdós
  - Alceste (1914)
  - Santa Juana de Castilla (1918)
- Edgar Neville
  - Alta fidelidad (1957)
  - La vida en un hilo (1959)
- Eduardo Marquina
  - Doña María la Brava (1909)
  - En Flandes se ha puesto el sol (1910)
  - Cuando florezcan los rosales (1913)
- Federico García Lorca
  - El Público (1987)
- Gregorio Martínez Sierra
  - Primavera en otoño (1911)
  - Mamá (1913)
- Jacinto Benavente
  - Señora ama (1908)
  - La malquerida (1913)
  - Campo de armiño (1916)
  - La vestal de Occidente (1919)
- Joaquín Calvo Sotelo
  - Plaza de Oriente (1947)
  - María Antonieta (1952)
  - El jefe (1953)
  - La ciudad sin Dios (1955)
  - El proceso del arzobispo Carranza (1964)
- José López Rubio
  - Alberto (1949)
  - Las manos son inocentes (1958)
- José Luis Alonso de Santos
  - El álbum familiar (1982)
- José María Pemán
  - La hidalga limosnera (1944)
- José Sanchís Sinisterra
  - Lope de Aguirre, traidor (1992)
- Luis Fernández Ardavín
  - El doncel romántico (1922)
  - La vidriera milagrosa (1924)
- Manuel Linares Rivas
  - La fuente amarga (1910)
  - Doña Desdenes (1912)
  - La fuerza del mal (1914)
- Miguel Mihura
  - Ni pobre ni rico, sino todo lo contrario (1943)
  - El caso de la mujer asesinadita (1946)
- Miguel de Unamuno
  - Soledad (1953)
- Pedro Muñoz Seca
  - El último pecado (1918),
- Ramón María del Valle-Inclán
  - El marqués de Bradomín. Coloquios románticos (1906)
  - La enamorada del rey (1967)
- Ricardo López Aranda
  - Cerca de las estrellas (1961)
  - Noches de San Juan (1964)
- Santiago Moncada
  - Tránsito de madrugada (1958)
- Víctor Ruiz Iriarte
  - El landó de seis caballos (1950)